# Golpe de los sargentos
El golpe de los sargentos (En neerlandés, De Sergeantencoup) fue un golpe de Estado que tuvo lugar en Surinam, el 25 de febrero de 1980. El golpe fue liderado por Desi Bouterse y Roy Horb, acompañados por otros catorce sargentos, en lo que se denominó como el «Grupo de los 16».
En los años posteriores a la independencia de Surinam, se había ido gestando un sentimiento de descontento contra el gobierno del primer ministro Henck Arron. En 1979 Roy Horb le había solicitado a Desi Bouterse que asumiera como presidente de una nueva asociación sindical militar, que a todas luces tenía objetivos que excedían los meramente sindicales. Posteriormente, le pidieron a Bouterse que liderara un golpe de Estado.
El disparador del golpe fue cuando tres sargentos fueron acusados de insubordinación, arrestados y encarcelados en los cuarteles de la policía. En la mañana del lunes 25 de febrero de 1980 las barracas militares de Memre Boekoe fueron ocupadas por soldados rebeldes liderados por Bouterse. Luego comenzaron a efectuar disparos al cuartel de la policía. El presidente Ferrier mediante su ayudante hizo un llamado a las partes enfrentadas a que cesaran los disparos y los sargentos tomaron el poder en Surinam.
Esto marcó el comienzo de la dictadura militar que dominó el país desde 1980 hasta 1991. La dictadura contó con la presencia de un toque de queda nocturno, la falta de libertad de prensa, la prohibición de los partidos políticos (desde 1985), una restricción a la libertad de asamblea, un alto nivel de corrupción gubernamental y ejecuciones sumarias de opositores políticos.
El segundo gobierno del primer ministro Arron fue acusado de corrupción y derrocado. Frank Essed quien era un político y consultor del gobierno de Arron fue encarcelado. El 15 de marzo de 1980 Henk Chin A Sen fue designado primer ministro de Surinam y se formó un gabinete que incluía miembros del Nationale Militaire Raad (NMR) ("Consejo Militar Nacional").
Existieron rumores que indicaban que el coronel neerlandés Hans Valk, agregado militar en la Embajada Holandesa en Paramaribo, estuvo involucrado en el golpe de los sargentos. En particular el documento titulado «Tulipán Negro», encontrado en manos de los que realizaron el golpe contiene instrucciones sobre como realizar un golpe en Surinam. A pesar de que nunca pudo ser demostrado, el presidente Venetiaan dijo en diciembre del 2002 refiriéndose al golpe: «Fue realizado en un pequeño cuarto en los fondos de Holanda y fue coordinado por un halcón».

## El Grupo de los 16
El «Grupo de los 16» sargentos estaba formado por las siguientes personas:
| - Paul Bhagwandas (fallecido en 1996) - Desi Bouterse (fallecido en 2024) - Benny Brondenstein - Steven Dendoe - Roy Esajas (fallecido en 2012) - Ernst Gefferie - Arthy Gorré (fallecido en 2018) - John Hardjoprajitno | - Wilfred Hawker (ejecutado en 1982) - Roy Horb (fallecido en 1983) - Ewoud Leeflang (fallecido) - Guno Mahadew (fallecido) - John Nelom (fallecido en 2014) - Roy Tolud (desaparecido en 1999) - Ruben Rozendaal (fallecido en 2017) - Marcel Zeeuw (fallecido en 2015) |